# Fernando Tocornal Linares
Fernando Tocornal Linares (Laredo, 26 de juny de 1961) és un exfutbolista càntabre, que ocupava la posició de migcampista.

## Carrera esportiva
Va debutar en primera divisió amb l'Sporting de Gijón a la campanya 81/82, en la qual va jugar 9 partits. Trigaria tres anys a tornar a jugar amb els sportinguistes a la màxima categoria, en la qual disputaria fins a 23 partits.
L'estiu de 1985 deixa Gijón i marxa al Real Murcia. A la 88/89 jugaria de nou en Primera, ara a les files del Real Oviedo, on tot just apareix en dues ocasions. Comença la dècada dels 90 amb el Real Burgos. Amb l'equip castellà juga 50 partits en Primera.
La temporada 92/93 fitxa per la SD Compostela, amb qui pujaria a primera divisió el 1994. Tocornal va ser titular els quatre anys que va romandre a l'equip gallec. L'estiu de 1996 s'incorpora al CD Badajoz, de Segona Divisió, on formara en dues temporades.
El càntabre penjaria les botes al final de la temporada 98/99, després de militar una campanya al Club Deportivo Lealtad. En total, suma 146 partits a la màxima categoria.